# Éliane Berthet
Éliane Stoffel-Berthet est une ancienne golfeuse française.
Elle fut professionnelle sur le circuit européen durant dix ans.
Désormais elle est enseignante de son sport depuis le début des années 1990, notamment à Rabat où elle dirige l'institut du Royal Golf Dar Es Salam.

## Palmarès amateurs
- Médaille d'or individuelle aux Jeux méditerranéens de 1983 (à Casablanca; 1re apparition aux jeux, en tant que sport de démonstration);
- Médaille d'or par équipes aux Jeux méditerranéens de 1983 (à Casablanca, avec Marie-Laure de Lorenzi-Taya...);
- Championne de France en 1980 (à Fontainebleau (Coupe Jean Desprez);
- Championne de France en 1982 (à Ozoir-la-Ferrière);
- Challenge dames de Saint-Nom-la-Bretèche en 1981.